# Gomphia amplectens
Gomphia amplectens là một loài thực vật có hoa trong họ Ochnaceae. Loài này được Stapf mô tả khoa học đầu tiên năm 1904.